# Philipp Karl
Philipp Karl (* 8. Mai 1884 in Kemnath; † 11. Oktober 1958 in Weiden i.d.OPf.) war ein deutscher Kommunalpolitiker (CSU). Er war vom 28. Mai 1951 bis 30. April 1952 Oberbürgermeister der Stadt Weiden i.d.OPf.

## Werdegang
Karl kam als Sohn des Baders Georg Karl und dessen Frau Mathilde, geb. Arlitt, zur Welt. Er war von Beruf Schneidermeister und Gründer der Schneiderinnung Weiden. 1919 wurde er in den Weidener Stadtrat gewählt, 1920 Gewerberat. Bei der Machtübernahme der Nationalsozialisten wurde er 1933 als Stadtrat zwangsenthoben. Nach Kriegsende schloss er sich der CSU an und gehörte vom 1. Juli 1948 bis 30. April 1956 wieder dem Stadtrat an. Nach dem Tod des Amtsinhabers Karl Heilmann wurde er vom Stadtrat zum Oberbürgermeister der Stadt Weiden i.d.OPf. gewählt und blieb bis zur ersten Direktwahl im Jahr 1952 im Amt.
In den berufsständischen Gremien übernahm er 1945 das Amt des Kreishandwerksmeisters. Ab 1946 war er Präsident der Handwerkskammer Regensburg.

## Ehrungen
- 1953: Verdienstkreuz (Steckkreuz) der Bundesrepublik Deutschland
- Benennung einer Straße und eines Lehrlingswohnheims in Weiden i.d.OPf.